# برلیانس اچ۵۳۰
برلیانس اچ۵۳۰ یک سدان خودروی اندازه متوسط است که توسط شرکت برلیانس اتو به‌عنوان یک خودروی بزرگ‌تر از سدان کامپکت برلیانس اچ۳۳۰ عرضه شده‌است. مدل مفهومی برلیانس ۵۳۰ در آوریل ۲۰۱۱ در نمایشگاه اتومبیل شانگهای ۲۰۱۱ به نمایش درآمد. قیمت این خودرو در زمان عرضه از ۷۹٬۸۰۰ یوان تا ۱۲۵٬۸۰۰ یوان متغیر بود.

## فیس‌لیفت ۲۰۱۴
برلیانس اچ۵۳۰ سدان در سال ۲۰۱۴ یک فیس‌لیفت را تجربه کرد که در نمایشگاه اتومبیل پکن ۲۰۱۴ به نمایش درآمد. نسخهٔ فیس‌لیفت، جلو پنجره جدید، چراغ‌های جلو و سپرهای جلو و عقب جدیدی داشت. برلیانس اچ۵۳۰ فیس‌لیفت شده پیش از پایان آوریل ۲۰۱۴ با قیمتی مابین ۶۵۰۰۰ تا ۹۵٬۰۰۰ یوان در بازار خودرو چین عرضه شد.

## ایمنی
این خودرو در مؤسسه سی-ان‌سی‌ای‌پی چین توانست ۵ ستاره ایمنی از ۵ ستاره را دریافت کند.
| تست                 | امتیاز    |
| محافظت از سرنشینان: | 5/5 ستاره |
| امتیاز کلی:         | ۴۵٪       |

## نگارخانه

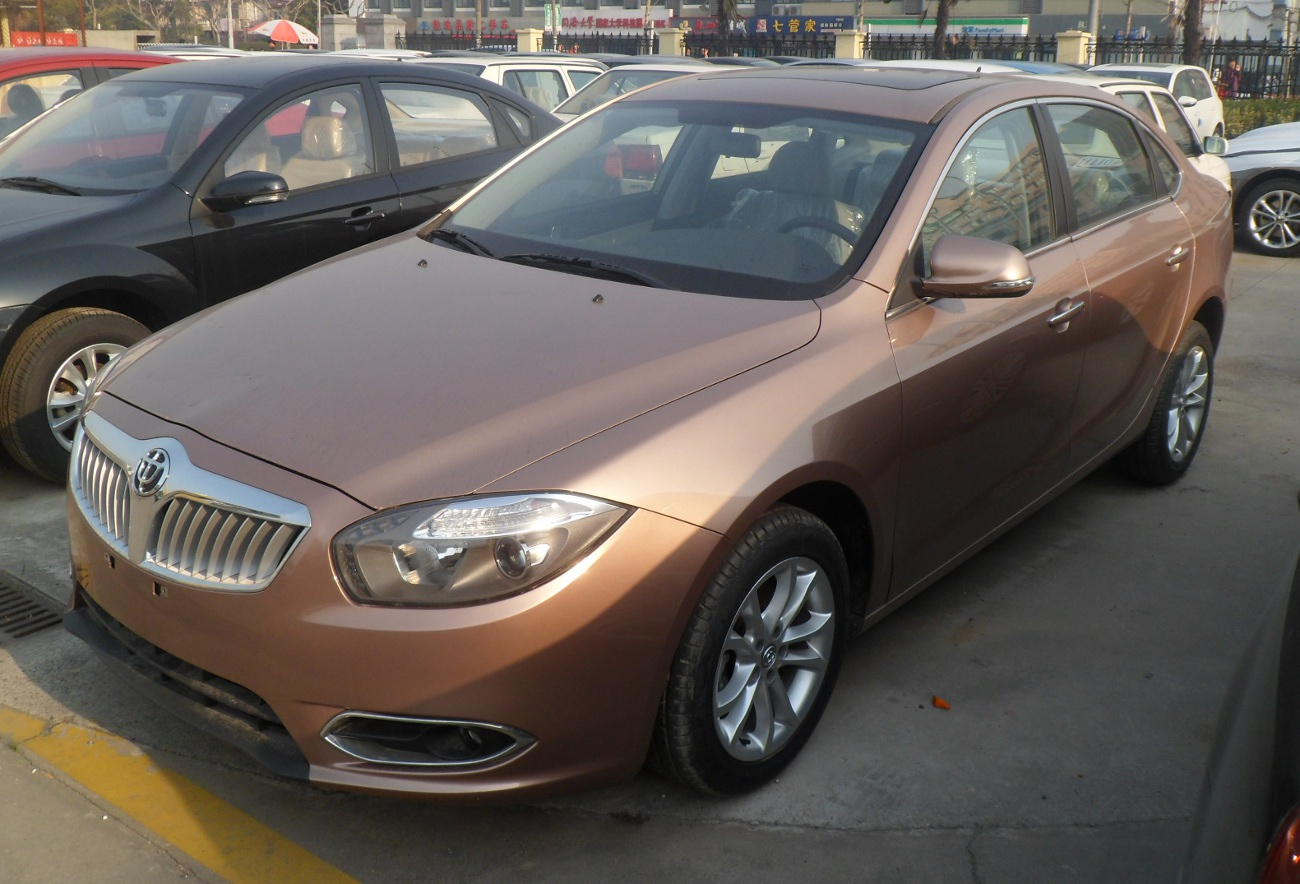
برلیانس اچ۵۳۰ پیش از فیس‌لیفت
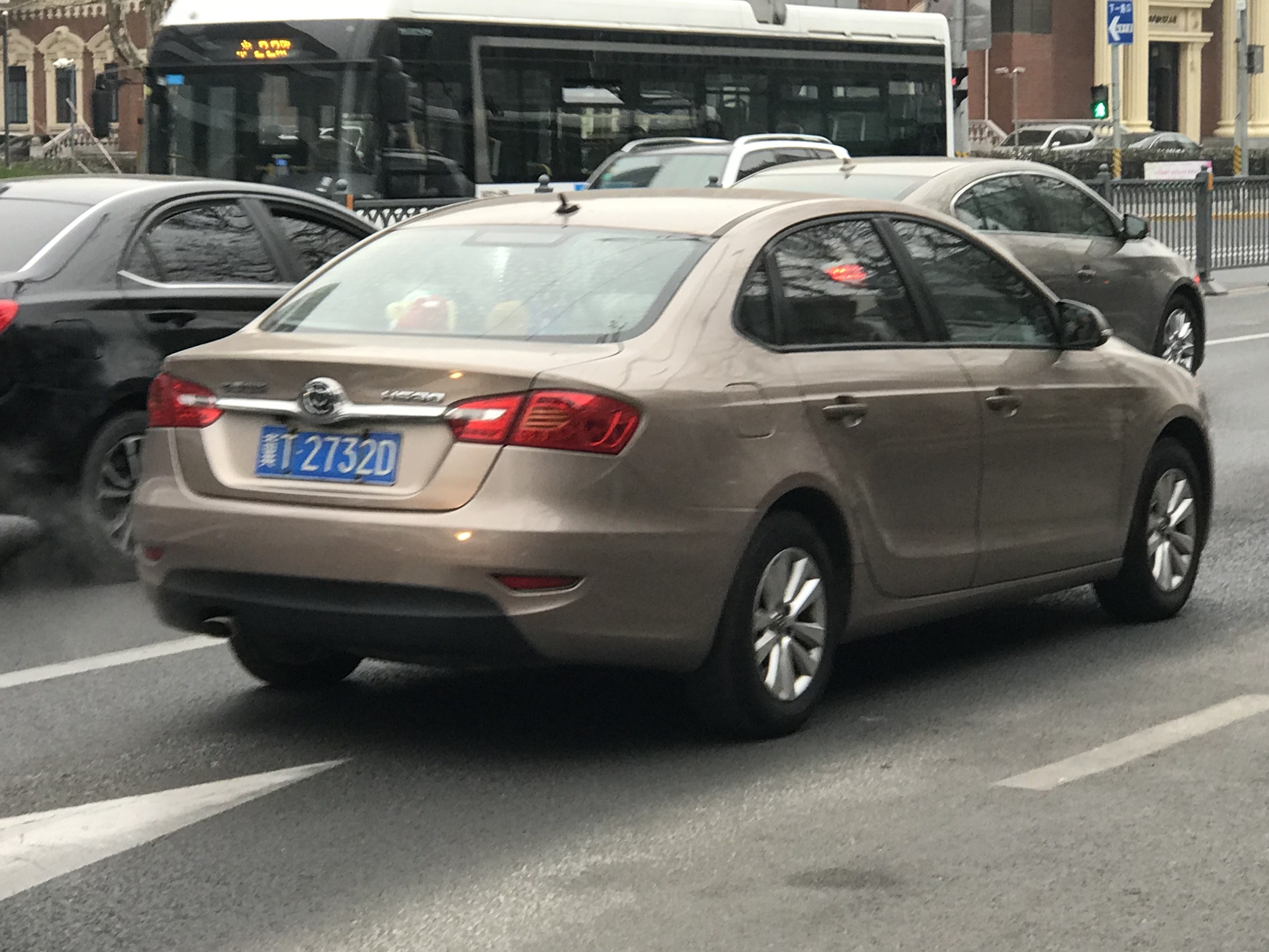
برلیانس اچ۵۳۰ پیش از فیس‌لیفت، نمای عقب
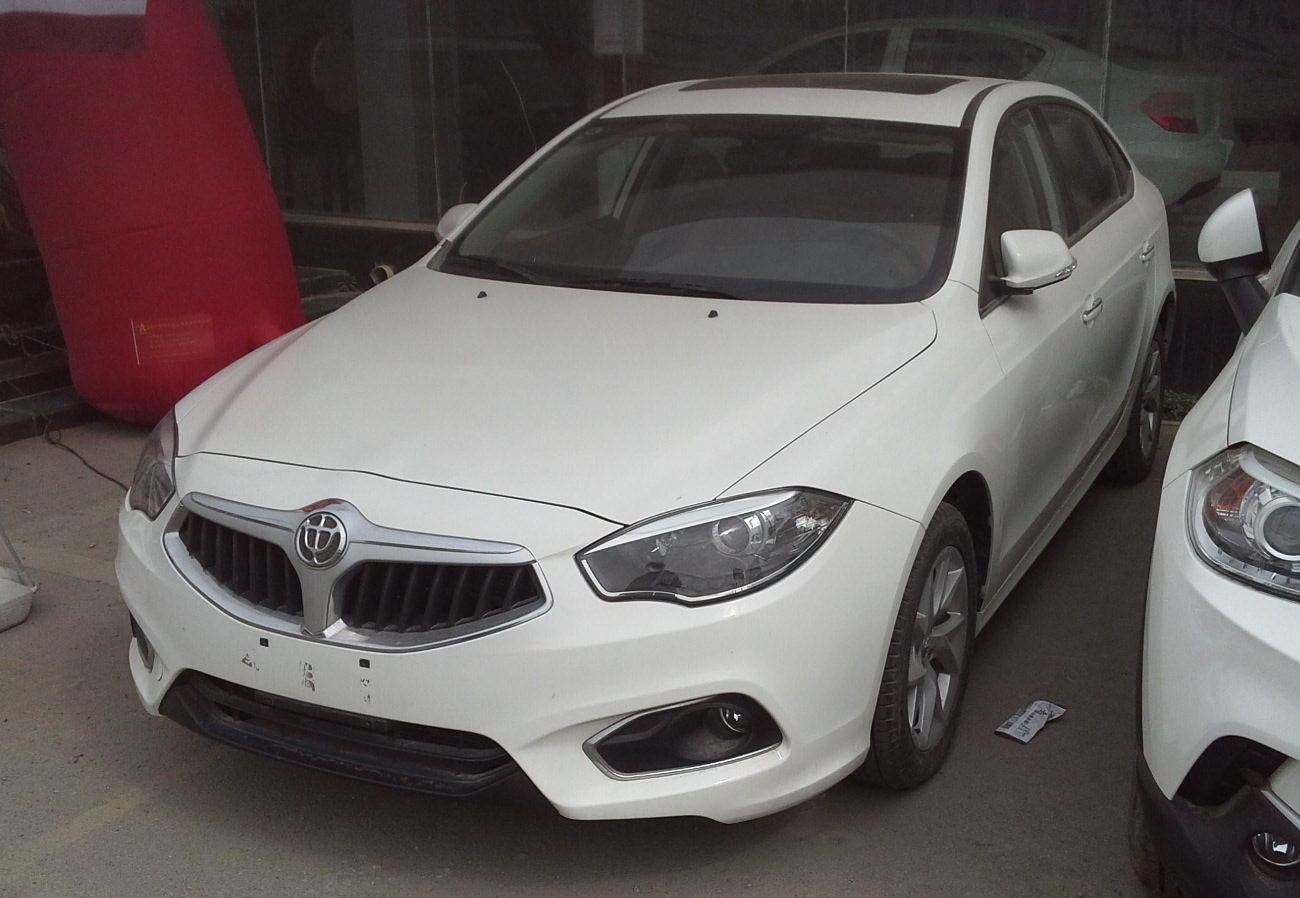
برلیانس اچ۵۳۰ فیس‌لیفت
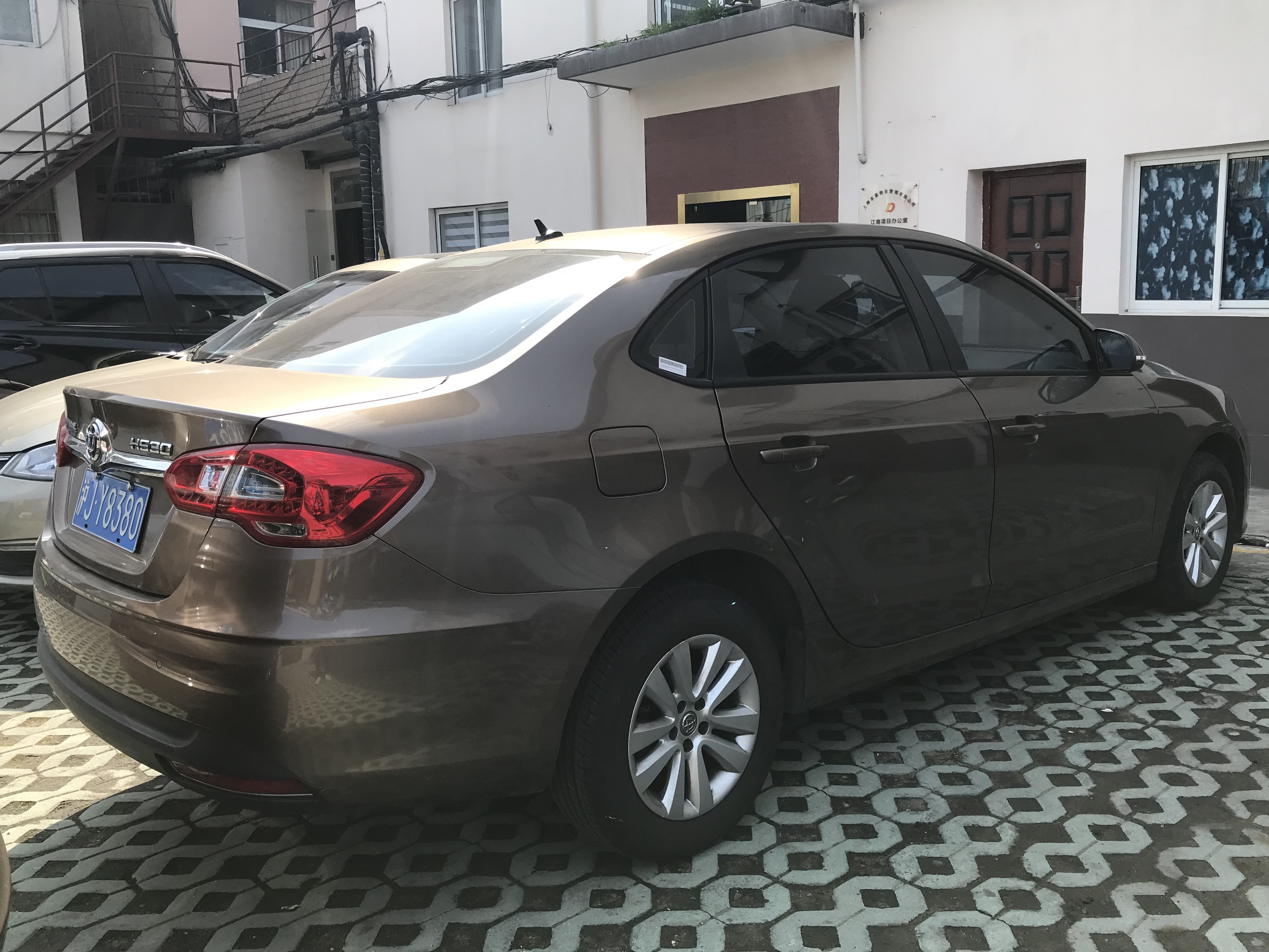
برلیانس اچ۵۳۰ فیس‌لیفت، نمای عقب